# العزيزية (محافظة الطائف)
العزيزية، هو أحد أحياء الطائف غرب المملكة العربية السعودية، سمي بالعزيزية نسبة إلى الملك عبد العزيز آل سعود.

## تاريخ
كان حي العزيزية يعتبر خارج الطائف، قبل أن يصبح جزءاً منها مع الاتساع العمراني، وتعد قلعة العزيزية الواقعة في حي العزيزية والتي تُنسب أيضاً إلى الملك عبد العزيز آل سعود؛ أهم معالم الحي.